# Frank Moreau
Frank Moreau (* 11. Juli 1968) ist ein ehemaliger deutscher Handballspieler.

## Werdegang
Moreau spielte bei der SG Dynamo Dresden Nordwest, ab 1982 wurde der Linkshänder in der Berliner Kinder- und Jugendsportschule gefördert und spielte bis 1990 beim SC Dynamo Berlin (nach der Änderung des Vereinsnamens SC Berlin). Der zwei Meter große Rückraumspieler wurde Juniorennationalspieler der Deutschen Demokratischen Republik (DDR). Zur Saison 1990/91 wechselte er zum Bundesligisten THW Kiel.
Er bestritt zehn Bundesliga-Einsätze für den THW, in denen er sechs Tore erzielte. Von 1992 bis 1995 spielte er unterklassig für den SC Elephants Kiel, 1995 wechselte Moreau zum Büdelsdorfer TSV in die Regionalliga. In der Folge war er Mitglied des SV Mönkeberg sowie ab 1998 des Regionalligisten DHK Flensborg, hernach wieder des Büdelsdorfer TSV (ebenfalls Regionalliga). Ende November 2002 schloss sich Moreau der HSG Henstedt-Ulzburg (Bezirksliga) an. Für die später gebildete Spielgemeinschaft der HSG Henstedt-Ulzburg und der Bramstedter TS trat er bis 2007 in der Regionalliga an, danach spielte er noch für die HSG Henstedt-Ulzburg.

## Privates
Er begann in seiner Zeit beim THW Kiel eine Ausbildung zum Versicherungskaufmann.